# Dicranomyia (Caenolimonia) curvispinosa
Dicranomyia (Caenolimonia) curvispinosa is een tweevleugelige uit de familie steltmuggen (Limoniidae). De soort komt voor in het Neotropisch gebied.